# Список подводных лодок ВМС Болгарии
После поражения в Первой мировой войне, в соответствии с положениями Нёйиского договора, Болгарии запрещалось иметь подводный флот.
После поражения во Второй мировой войне, в соответствии с положениями Парижского мирного договора, Болгарии запрещалось обладать, создавать или экспериментировать с какими-либо подводными аппаратами

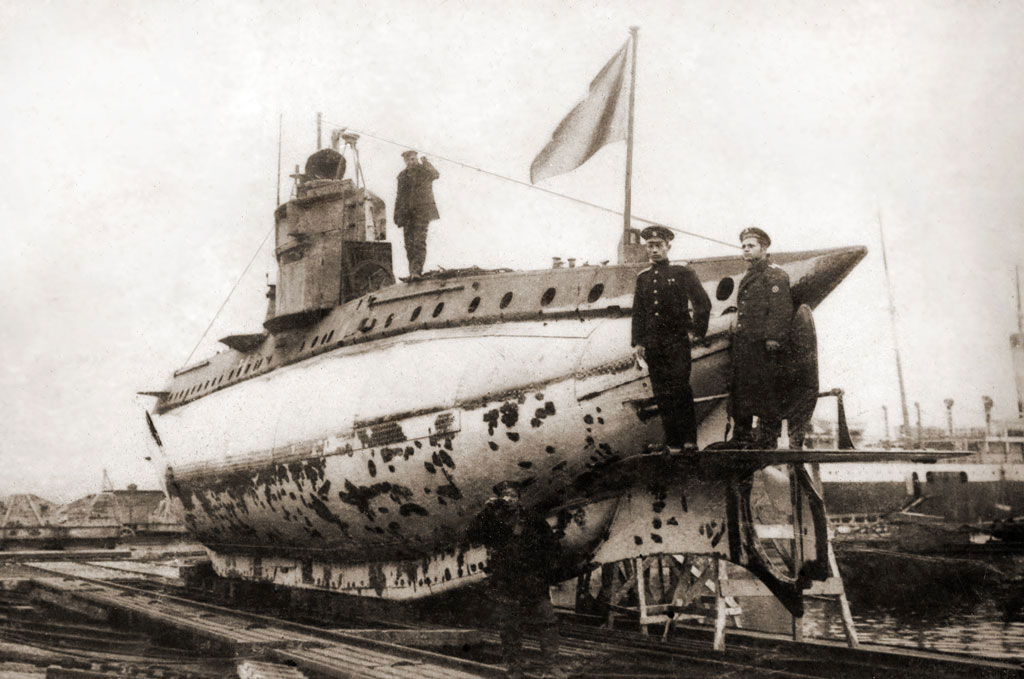
Подводник № 18

Типа "М" серии XV

Проекта 613

Проекта 633

| Тактический номер                 | Наименование              | В составе флота           | Выведена из состава флота | Состояние                                  | Примечания                                                 |
| подводные лодки типа UB I         | подводные лодки типа UB I | подводные лодки типа UB I | подводные лодки типа UB I | подводные лодки типа UB I                  | подводные лодки типа UB I                                  |
| --------------------------------- | ------------------------- | ------------------------- | ------------------------- | ------------------------------------------ | ---------------------------------------------------------- |
| 18                                | «Подводник № 18»          | с 25 мая 1916 года        | С февраля 1918 года       | передана французским оккупационным властям | бывшая SM UB-8                                             |
| подводные лодки типа М XV-й серии |                           |                           |                           |                                            |                                                            |
| 41                                | нет                       | с 18 августа 1954 года    | 1958 год                  | возвращена СССР                            | бывший М-202 «Рыбник Донбасса» вернулась в состав ВМФ СССР |
| 42                                | нет                       | 1954 год                  | 1958 год                  | возвращена СССР                            | бывший М-203 «Иркутский рыбак» вернулась в состав ВМФ СССР |
| 43                                | нет                       | 1954 год                  | 1958 год                  | возвращена СССР                            | бывшая М-204 вернулась в состав ВМФ СССР                   |
| подводные лодки проекта 613       |                           |                           |                           |                                            |                                                            |
| 41                                | «Слава»                   | 1958 год                  | 1972 год                  | разобрана на метал                         | бывшая С-244                                               |
| 42                                | «Победа»                  | 1958 год                  | 1972 год                  | разобрана на метал                         | бывшая С-245                                               |
| подводные лодки проекта 633       |                           |                           |                           |                                            |                                                            |
| 81                                | «Победа»                  | с 25 мая 1972 года        | 1992 год                  | разобрана на метал                         | бывшая С-57 бывший «Ленински комсомол» (91)                |
| 82                                | «Виктория»                | с 5 декабря 1972 года     | 5 сентября 1990 года      | разобрана на метал                         | бывшая С-212 бывший «Димитровски комсомол» (41)            |
| 83                                | «Надежда»                 | с 20 января 1983 года     | 27 июня 2008 года         | разобрана на метал                         | бывшая С-36                                                |
| 84                                | «Слава»                   | с 28 декабря 1985 года    | 1 ноября 2011 года        | выведена из состава флота                  | бывшая С-38                                                |